# Sluiskil
Sluiskil (51° 17′ N, 3° 50′ L) é uma cidade dos Países Baixos, na província de Zelândia. Sluiskil pertence ao município de Terneuzen, e está situada a 27 km sudeste de Flessingue.
Em 2001, a cidade de Sluiskil tinha 2366 habitantes. A área urbana da cidade é de 0.77 km², e tem 1080 residências.
A área de Sluiskil, que também inclui as partes periféricas da cidade, bem como a zona rural circundante, tem uma população estimada em 2410 habitantes.